# Wyhoda
Wyhoda (ukrainisch Вигода; russisch Выгода Wygoda, polnisch Wygoda) ist eine in der Westukraine im ukrainischen Karpatenvorland liegende Siedlung städtischen Typs mit etwa 2000 Einwohnern.
Die Ortschaft liegt auf einer Höhe von 400 m am Fluss Switscha (Свіча) und dessen Nebenfluss Mysunka (Мизунка), etwa 70 Kilometer westlich der Oblasthauptstadt Iwano-Frankiwsk.

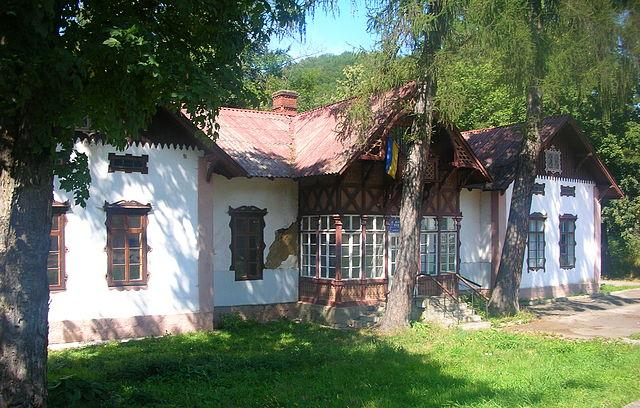
Polizeistation in der Siedlung

Bekannt ist der Ort vor allem durch seine Waldbahn.

## Geschichte
Der Ort entstand erst im 19. Jahrhundert als Baron Leopold Popper von Podhragy im seit 1966 nach Wyhoda eingemeindeten Dorf Pacyków (heute ukrainisch Pazykiw) ab 1873 ein Holz- und Sägewerk eröffnete. Für die Zulieferung wurde wegen der Unbeständigkeit und Ineffizienz der Anlieferung 1883 eine Eisenbahn zwischen Dolyna und Wygoda errichtet (siehe Bahnstrecke Stryj–Iwano-Frankiwsk), dieses Jahr gilt auch als offizielles Gründungsjahr der heutigen Siedlung. Um die Jahrhundertwende entwickelte sich der Ort auf Grund seiner guten Infrastruktur sehr schnell, es wurde auch ein chemisches Werk eröffnet. Nach dem Ende des Ersten Weltkrieges kam sie zu Polen und wurde im Zweiten Weltkrieg erst von der Sowjetunion und ab 1941 bis 1944 von Deutschland besetzt. Während der ersten Besetzung durch die Sowjetunion erhielt Wyhoda 1940 den Status einer Siedlung städtischen Typs.
1945 kam die Stadt wiederum zur Sowjetunion, dort wurde sie Teil der Ukrainischen SSR und ist seit 1991 ein Teil der heutigen Ukraine.

## Verwaltungsgliederung
Am 2. August 2018 wurde die Siedlung zum Zentrum der neu gegründeten Siedlungsgemeinde Wyhoda (Вигодська селищна громада/Wyhodska selyschtschna hromada), zu dieser zählten auch die 9 in der untenstehenden Tabelle aufgelisteten Dörfer; bis dahin bildete sie zusammen mit dem Dorf Pazykiw die Siedlungsratsgemeinde Wyhoda (Вигодська селищна рада/Wyhodska selyschtschna rada) im Zentrum des Rajons Dolyna.
Am 12. Juni 2020 kamen noch die 7 Dörfer Anheliwka, Ilemnja,Lolyn, Maksymiwka, Mysliwka, Pidlisky und Schewtschenkowe zum Gemeindegebiet.
Am 17. Juli 2020 wurde der Ort Teil des Rajons Kalusch.
Folgende Orte sind neben dem Hauptort Wyhoda Teil der Gemeinde:
| Name                     | Name          | Name                         | Name                    | Name |
| ukrainisch transkribiert | ukrainisch    | russisch                     | polnisch                |      |
| ------------------------ | ------------- | ---------------------------- | ----------------------- | ---- |
| Anheliwka                | Ангелівка     | Ангеловка (Angelowka)        | Angelówka               |      |
| Kropywnyk                | Кропивник     | Крапивник (Krapiwnik)        | Kropiwnik               |      |
| Ilemnja                  | Ілемня        | Илемня                       | Iłemnia                 |      |
| Lolyn                    | Лолин         | Лолин (Lolin)                | Lolin                   |      |
| Maksymiwka               | Максимівка    | Максимовка (Maksimowka)      | Maksymówka              |      |
| Mysliwka                 | Мислівка      | Мысловка (Myslowka)          | Ludwikówka/Leopoldsdorf |      |
| Nowoselyzja              | Новоселиця    | Новоселица (Nowoseliza)      | Nowosielica             |      |
| Nowoschyn                | Новошин       | Новошин (Nowoschin)          | Nowoszyn                |      |
| Nowyj Misun              | Новий Мізунь  | Новый Мизунь (Nowy Misun)    | Mizuń Nowy              |      |
| Pazykiw                  | Пациків       | Пациков (Pazikow)            | Pacyków                 |      |
| Pidlisky                 | Підліски      | Подлески (Podleski)          | Niagryn                 |      |
| Pschenytschnyky          | Пшеничники    | Пшеничники (Pschenitschniki) | Pszenicznik             |      |
| Schewtschenkowe          | Шевченкове    | Шевченково (Schewtschenkowo) | Wełdzirz                |      |
| Senetschiw               | Сенечів       | Сенечев (Senetschew)         | Seneczów                |      |
| Staryj Misun             | Старий Мізунь | Старый Мизунь (Stary Misun)  | Mizuń Stary             |      |
| Wyschkiw                 | Вишків        | Вышков (Wyschkow)            | Wyszków                 |      |

## Söhne und Töchter des Ortes
- Tetjana Pjankowa (* 1985), Dichterin, Schriftstellerin, Verlegerin, Philologin